# Silveiras (São Paulo)
Silveiras is een gemeente in de Braziliaanse deelstaat São Paulo. De gemeente telt 5.841 inwoners (schatting 2009).